# Lakuri Dada
Lakuri Dada (nep. लाँकुरीडाँडा) – gaun wikas samiti w środkowej części Nepalu w strefie Dźanakpur w dystrykcie Dholkha. Według nepalskiego spisu powszechnego z 2001 roku liczył on 830 gospodarstw domowych i 4508 mieszkańców (2244 kobiet i 2264 mężczyzn).